# 正中
正中（せいちゅう、culmination）とは、ある天体が日周運動によって、観測地点における子午線（すなわち、天球上の天の北極・天頂・天の南極を通る大円）を通過することである。
一日のうちで、天体が子午線を通過する際に高度が最も大きく（北半球の南の空の場合）、太陽などがちょうど真南にくることを日本では「南中」という。

## 概要
天球上をほとんど運動しない天体は、1日の間に2回正中する、つまり、子午線を天の北極と天の南極で2つに分けたそれぞれの半円を1回ずつ通過する。ただし赤緯が高くない場合、そのうち片方は地平線下である。
天頂を含む側の半円を通過する時を極上正中 (upper culmination)、天頂を含まない側の半円を通過する時を極下正中 (lower culmination)という。天の北極付近では共に地平線上、天の南極付近では共に地平線下だが、基本的に、極上正中のみが地平線上となる。単に「正中」と言ったときには、極上正中を指していることが多い。
また日本では、真南を含む半円を通過する時を南中、真北を含む半円を通過する時を北中という。基本的に、南中は南、北中は北で起こるが、天の北極付近では共に北、天の南極付近では共に南で起こる。北半球では、極上正中が南中、極下正中が北中である。南半球では理論上はその逆になるはずだが、南中・北中という用語が日本独自のものなので、話題となることは少ない。
天体が南中したときの高度（地平線からの角度）を南中高度という。天体の赤緯と、観測点の緯度を足せば得られる。ただし足して90°を越えた場合は、その補角（180°から引いた結果）をとる。
星座についてこの語を使うことがあるが、星座の場合は広がりがあるので、その星座の中央付近にある代表的な星が正中したときをもって、その星座が正中したとする。

## 太陽の南中
正中のうち、太陽の「南中」を問題とすることが多い。経緯度がわかっている、ある地点における太陽の南中の時刻を秒単位で知るには、日本経緯度原点における南中時刻から計算できる。または国立天文台の「こよみの計算」を用いることができる。

## 引用
1. 1 2   質問1-8)太陽の南中時刻はどうすればわかる？
2. ↑  　「計算日時」、「経緯度・標高」と「計算内容、日の出入り・南中時」を選択する。